# Guillaume Dumont
Guillaume François Joseph Dumont, ook Dumont de Dampremy, (Dampremy, 26 januari 1787 - Villers-Perwin, 1 augustus 1855) was industrieel, lid van de Tweede Kamer der Staten-Generaal, lid van het Belgisch Nationaal Congres en volksvertegenwoordiger.

## Levensloop
Dumont was de zoon van Guillaume Dumont en Claire-Pélagie Piéret. Hij bleef vrijgezel en resideerde, na gemaakt fortuin, in zijn kasteel van La Hutte, en daarna in zijn kasteel van Villers-Perwin, waar hij overleed. Hij behaalde zijn diploma van licentiaat in de rechten in de École de Droit in Brussel in 1811.
Hij werd in de Franse tijd lid van de algemene raad voor het departement Jemappes (1811-1815). In het Verenigd Koninkrijk der Nederlanden werd hij lid van de Tweede Kamer der Staten-Generaal. Begin november 1830 werd hij verkozen tot lid van het Nationaal Congres voor het arrondissement Charleroi. Ten slotte werd hij ook volksvertegenwoordiger van 1831 tot 1835 en van 1839 tot 1852. Voor de zitting 1846-47 was hij vicevoorzitter van de Kamer. Hij werd vermeld als een van de stichters van de Université libre de Bruxelles.
In het Nationaal Congres was hij gecatalogeerd als liberaal en antiklerikaal. Hij behoorde, bij de grote stemmingen, tot de meerderheid: voor de onafhankelijkheidsverklaring, voor de eeuwigdurige uitsluiting van de Nassaus, voor de hertog van Nemours als staatshoofd, voor Surlet de Chokier als regent, voor Leopold van Saksen-Coburg als staatshoofd en ten slotte voor de aanvaarding van het Verdrag der XVIII artikelen. Tijdens de openbare besprekingen kwam hij slechts een paar maal kort tussen.
Dumont was echter vooreerst industrieel en landbouwdeskundige. In 1828 was hij medestichter van de Laminoirs, forges et fonderies de la Providence in Marchienne-au-Pont, concessionaris van de Charbonnages de Pont-de-Loup (1828). Hij was een van de pioniers van de industriële ontwikkeling in de streek van Charleroi. Later interesseerde hij zich ook voor landbouw en veeteelt in de grote landbouwexploitaties die hij bezat in La Hutte, Chassart en Villers-Perwin.